# 1780 Кіппес
1780 Кіппес (1780 Kippes) — астероїд головного поясу, відкритий 12 вересня 1906 року.
Тіссеранів параметр щодо Юпітера — 3,226.